# Pascale Andréani
Pour les articles homonymes, voir Andréani.
Pascale Andréani, née Lavedrine le 6 avril 1955, est une diplomate française.
L’essentiel de sa carrière s’est déroulé dans les affaires européennes et multilatérales. Elle devient représentante permanente de la France à l'OCDE en 2011, puis ambassadrice de France en Hongrie de 2018 à 2022. Depuis 2023, elle est senior advisor du CEO de Framatome pour les affaires internationales.

## Biographie

### Études
En 1976, Pascale Andréani obtient une maîtrise de droit public. Elle entre ensuite à l'Institut d'études politiques de Paris, d'où elle ressort diplômée en 1980. La même année, elle intègre l'ENA, au sein de la promotion Henri-François-d'Aguesseau (1980-1982). En 1988, elle obtient un DEA de droit de l'Union européenne.

### Carrière
En 1982, à sa sortie de l'ENA, elle est nommée secrétaire des Affaires étrangères, affectée à la mission permanente de la France auprès des Nations unies à New York.
En 1990, elle est nommée secrétaire générale adjointe du SGCI (Secrétariat général du comité interministériel pour les questions de coopération économique européenne).
De 1993 à 1997, elle est la directrice de cabinet d'Alain Lamassoure, ministre délégué aux Affaires européennes puis ministre délégué au Budget, porte-parole du gouvernement. 
De 1997 à 1999, elle est conseillère technique à la présidence de la République, chargée des affaires européennes.
En 2000, elle est directrice de la coopération européenne au ministère des Affaires étrangères.
En 2002, elle est secrétaire générale du SGCI (devenu Secrétariat général des affaires européennes — SGAE — en 2005).
De 2002 à 2007, elle est conseillère pour les affaires européennes auprès de Jean-Pierre Raffarin puis de Dominique de Villepin à Matignon.
En 2007, elle est nommée directrice de la communication et de l'information et porte-parole du ministère des Affaires étrangères.
En 2008, elle est nommée représentante permanente de la France à l'OTAN.
En 2011, elle est nommée représentante permanente de la France à l'OCDE,
En février 2015 , elle est nommée cheffe de la délégation française à la CIG, la commission intergouvernementale chargée de suivre toutes les questions liées à la construction et l’exploitation du tunnel sous la Manche.
En 2018, elle est nommée à la tête de l'ambassade de France en Hongrie, succédant à Éric Fournier. En octobre 2022, elle est remplacée par Claire Legras. Depuis 2023, elle est senior advisor du CEO de Framatome pour les affaires internationales.